# 藤原広昭
藤原 広昭（ふじわら ひろあき、1952年〈昭和27年〉1月10日 - ）は、日本の政治家。札幌市議会議員（8期）。
総務委員会委員・冬季オリンピック・パラリンピック招致調査特別委員会委員。

## 人物
家族は妻、娘が一人、息子が二人いる。身長174cm、体重75kg、血液型はB型。
立憲民主党東区支部代表。ＪＲ北労組議員団副団長。
本名は藤原 廣昭（読み同じ）。政治活動においては主に「ふじわら広昭」の名前で活動している。

## 来歴
北海道滝川市出身。
1970年（昭和45年）3月、駒沢大学付属岩見沢高等学校卒業。
1970年（昭和45年）4月、国鉄に就職。滝川駅・滝川自動車営業所勤務。
1985年（昭和60年）、日本社会党所属の衆議院議員小林恒人の第一公設秘書となる。（小林は高校卒業後国鉄釧路鉄道管理局に入局しており、藤原にとっては国鉄の14年先輩でもあった）
1991年（平成3年）、党議員秘書団の一員としてイギリス・フランスの国会視察で訪欧。
1993年（平成5年）、札幌市議会議員補欠選挙（東区）で社会党公認で立候補し、初当選。
1995年（平成7年）4月9日、札幌市議会議員選挙(投票率60.96%・定数10)で、東区選挙区にて6,738 票を得票するも得票数11位で次点で落選。同じく日本社会党から出馬した岡本修造に、僅か667票後塵を拝する惜敗であった。
1995年（平成7年）、細川内閣にて北海道沖縄開発政務次官を務めた経験を持つ日本社会党所属の参議院議員菅野久光の第一公設秘書となる。
1999年（平成11年）4月11日、札幌市議会議員選挙(投票率59.56%・定数9)で、東区選挙区にて民主党公認で立候補し、9,851 票を得票し得票数6位で当選。前回選挙の約1.5倍の支持を得て市議会議員に返り咲いた。
2000年（平成12年）、福祉議員連盟北欧視察としてスウェーデン・フィンランド訪問。
2003年（平成15年）4月13日、札幌市議会議員選挙(投票率57.3%・定数9)で、東区選挙区にて民主党公認で立候補し、11,015票を得票し得票数4位で当選。（3期目）
2007年（平成19年）4月8日、札幌市議会議員選挙(投票率62.05%・定数9)で、東区選挙区にて民主党公認で立候補し、13,132票を得票し得票数3位で当選。（4期目）
2011年（平成23年）4月10日、札幌市議会議員選挙(投票率58.32%・定数9)で、東区選挙区にて民主党公認で立候補し、11,015票を得票し得票数3位で当選。（5期目）
2013年（平成25年）4月、札幌市議会副議長に就任する。（平成27年5月まで）
2014年（平成26年）9月26日、札幌エルプラザホールにて開催された、NPO法人 北海道日本ロシア協会の主催する第9回「北海道・サハリン州市民交流会議」にて「札幌市の医療政策と住民の健康増進のための諸施策」を報告。
2015年（平成27年）4月12日、札幌市議会議員選挙(投票率58.45%・定数9)で、東区選挙区にて民主党公認で立候補し、13,017票を得票し得票数4位で当選。（6期目）
2019年（平成31年）4月7日、札幌市議会議員選挙(投票率55.87%・定数9)で、東区選挙区にて立憲民主党公認で立候補し、10,522票を得票し得票数7位で当選。（7期目）
2023年（令和5年）4月9日、札幌市議会議員選挙(投票率47.53%・定数9)で、東区選挙区にて立憲民主党7,814票を得票し得票数7位で当選。（8期目）

## 人物
趣味はスキューバダイビング。
好きな食べ物は納豆、豆腐、牛乳。
好きな言葉は「決断と実行」。
札幌東ライオンズクラブに所属し、2021年の7月からは青少年指導委員長を務めている。

## 政策・理念
日本国憲法が掲げる「国民主権」「基本的人権の尊重」「平和主義」を堅持。
多様性を誇りに。分かち合うことを力に。支えあうことを安心に。
計画段階から市民の声をしっかり聞き、取り入れる「市民参加」の仕組み、手順を確立し、貴重な税金を有効に使うことを重視。
既成や慣例にとらわれず、斬新な発想と行動を理念とする。
自身も積極的に参画しているが、父母がＰＴＡの会議や活動に参加しやすくするために企業の理解と協力を求める。